# Calophasia josifovi
Calophasia josifovi là một loài bướm đêm trong họ Noctuidae.